# La Salle Cassà
La Salle Cassà és una escola fundada el 29 de març de 1881 a Cassà de la Selva pels Germans de les Escoles Cristianes de La Salle amb el nom de Col·legi de sant Josep.
L'impuls de l'escola es deu a cassanencs relacionats amb la indústria surera, que van anar a França a demanar un ensenyament més pragmàtic del que aleshores era habitual, amb l'ideari de l'escola cristiana. Fou un dels primers centres privats catalans en implantar l'ensenyament mixt i una de les primeres escoles gironines en formar part del mapa de l'Escola Catalana de la Generalitat. Durant diverses dècades hi estudiaven tots els nois de Cassà i molts dels pobles veïns.
L'escola obrí les portes el 1881, s'inauguraren noves classes i el pati el 1904 i es constituí el patronat de les escoles cristianes el 1911. El 1955 començà a oferir batxillerat elemental, el 1966 s'obriren noves classes, el 1967 esdevingué Col·legi Lliure Adoptat i el 1972 començà a oferir formació professional. El 1975 obrí una biblioteca i el 1978 començà a oferir ensenyament mixt. El 1979 va comprar el col·legi del Cor de Maria. El 1997 l'escola deixà d'oferir estudis en formació professional 25 anys després d'haver-los començat a oferir.
La Fundació Patronat de les EECC La Salle Cassà va rebre la Creu de Sant Jordi el 2005 "com a contribució al cent vint-i-cinquè aniversari de la constitució de la Junta per a la Defensa de l'Educació d'aquesta vila del Gironès. En reconeixement de l'eficàcia i sentit social de la seva tasca, adreçada a diverses generacions de Cassà i el seu entorn sota l'impuls de l'Institut dels Germans de les Escoles Cristianes. L'escola que n'és beneficiària cobreix avui dia les diferents etapes del cicle educatiu."